# 4361 Нежданова
4361 Нежданова (4361 Nezhdanova) — астероїд головного поясу, відкритий 9 жовтня 1977 року.
Тіссеранів параметр щодо Юпітера — 3,187.